# Kanadas nationalparker

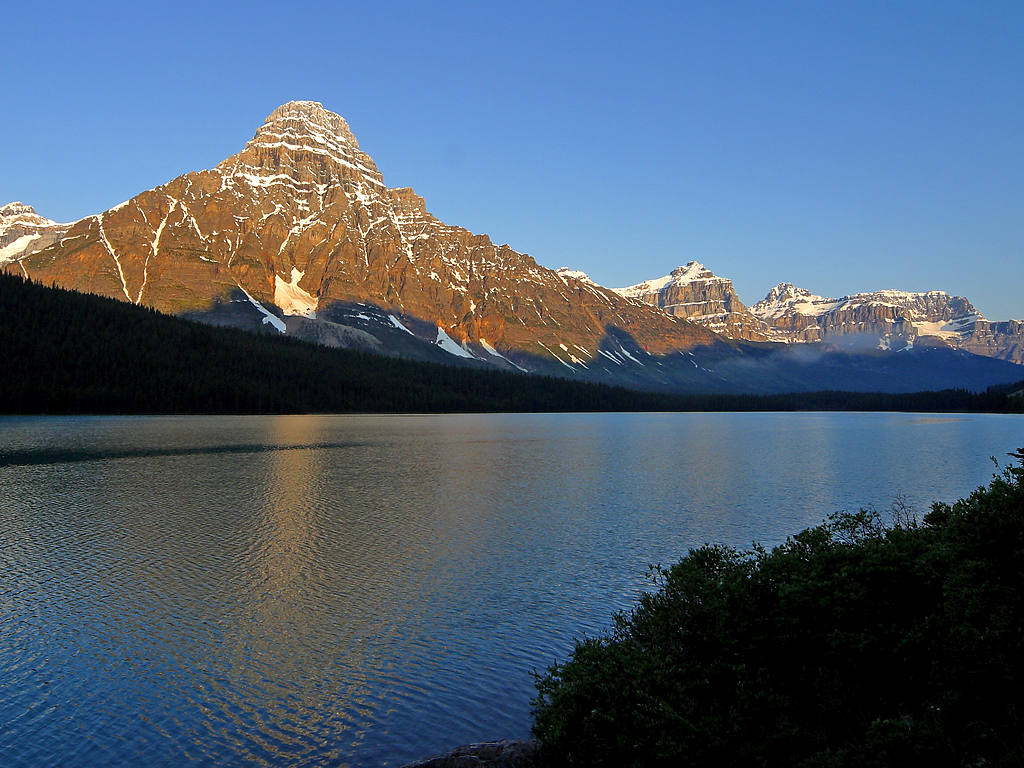
Banff nationalpark

Kanadas nationalparker omfattar ett system av mer än 40 skyddade områden, både till lands och till havs.
Det nationella målet med nationalparkssystemet är att skydda och bevara alla landets olika miljöer. Regeringsorganet Parks Canada har tagit fram en plan där 39 regioner man anser skyddsvärda omnämns och vars intressen man säger sig representera. 2005 kungjorde man att 60% av målet var uppfyllt. Nationalparkssystemet främsta mål är att skydda nationalparkernas ekosystem. I andra hand vill man ge allmänheten möjlighet att utforska och lära sig av Kanadas stora naturområden.
Nationalparkssystemet består förutom av nationalparkerna av så kallade National Park Reserves, dvs områden man eftersträvar att omvandla till nationalparker, men där ägandetvister med mera fortfarande återstår att lösa.
De två marina nationalparkerna, National Marine Conservation Areas (NMCAs), utgör ett relativt nytt tillskott till nationalparkssystemet och bygger på delvis andra förutsättningar än de skyddade områdena på land. Här är avsikten först och främst att säkerställa en ekologisk stabilitet i den marina miljön, även om delar av dessa områden ofta också omfattas av naturskydd. Kanadas två NMCAs finns i Ontario och Québec. 
Den minsta kanadensiska nationalparken är Saint Lawrence Islands nationalpark (mindre än 9 km²), den största är Wood Buffalo nationalpark (omkring 45 000 km²).

## Historia
| 1885 | Banff nationalpark, ursprungligen Rocky Mountain National Park, blev Kanadas första nationalpark. |
| 1911 | Dominion Parks Branch, världens första nationalparkstillsynsmyndighet. |
| 1930 | Kanadas parlament godkänner den första National Parks Act. |
| 1930 | En överenskommelse om överförande av resurser undertecknas. |
| 1979 | Naturparkernas status omvärderas så att deras ekologiska integritet premieras framför deras roll som rekreationsområden. |
| 1984 | Den första nationalparken som var produkten av ett överlåtelseavtal |
| 1988 | Nationalparkslagen revideras, principen om nationalparkssystemets ekologiska integritet formaliseras. |
| 1989 | Världsnaturfonden och Canadian Parks and Wilderness (Kanadas naturskyddsförening) lanserar en kampanj, Endangered Spaces campaign, för att tillskynda förverkligandet av nationalparkssystemet. Målet är att skapa nationalparker och naturskyddsområden som motsvarar landets omkring 350 olika naturliga miljöer. |

## Nationalparker ordnade efter provins och territorium

### British Columbia
- Glacier nationalpark
- Gulf Islands nationalpark (National park reserve)
- Gwaii Haanas nationalpark och nationellt kulturminnesmärke (National park reserve och national heritage site)
- Kootenay nationalpark
- Mount Revelstoke nationalpark
- Pacific Rim nationalpark (National park reserve)
- Yoho nationalpark

### Alberta
- Banff nationalpark
- Elk Island nationalpark
- Jasper nationalpark
- Waterton Lakes nationalpark
- Wood Buffalo nationalpark (Alberta och Northwest Territories)

### Saskatchewan
- Grasslands nationalpark
- Prince Albert nationalpark

### Manitoba
- Riding Mountain nationalpark
- Wapusk nationalpark

### Ontario
- Bruce Peninsula nationalpark
- Fathom Five marinpark (National marine conservation area)
- Georgian Bay Islands nationalpark
- Point Pelee nationalpark
- Pukaskwa nationalpark
- St. Lawrence Islands nationalpark

### Québec
- Forillons nationalpark
- La Mauricies nationalpark
- Mingan-arkipelagens nationalpark (Réserve de parc national)
- Saguenay–Saint Lawrence marinpark (Parc marin du Saguenay–Saint-Laurent)

### New Brunswick
- Fundy nationalpark
- Kouchibouguac nationalpark

### Prince Edward Island
- Prince Edward Island nationalpark

### Nova Scotia
- Cape Breton Highlands nationalpark
- Kejimkujik nationalpark

### Newfoundland och Labrador
- Gros Morne nationalpark
- Terra Nova nationalpark
- Torngat Mountains nationalpark (National park reserve)

### Yukon
- Ivvavik nationalpark
- Kluane nationalpark (delvis national park reserve)
- Vuntut nationalpark

### Northwest Territories
- Aulavik nationalpark
- Nahanni nationalpark (National park reserve)
- Pingo National Landmark
- Tuktut Nogait nationalpark
- Wood Buffalo nationalpark (Alberta och Northwest Territories)

### Nunavut
- Auyuittuq nationalpark
- Quttinirpaaq nationalpark
- Sirmilik nationalpark
- Ukkusiksalik nationalpark